# Japan Transport Engineering Company
Japan Transport Engineering Company (J-TREC) (jap. 株式会社総合車両製作所 Kabushiki Gaisha Sōgō Sharyō Seisakusho) – jest japońskim producentem taboru kolejowego.

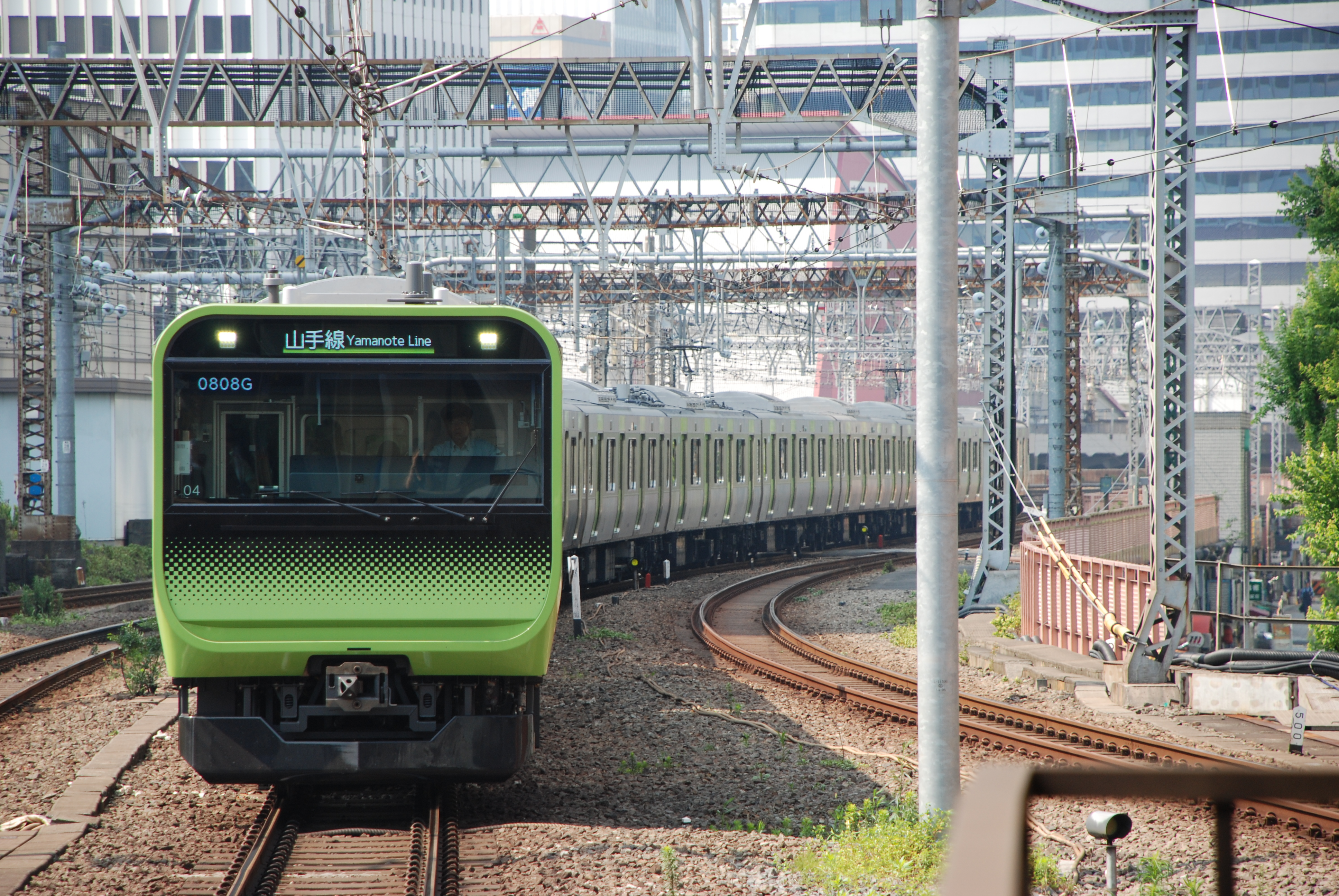
E235 series, zbudowany przez Sasutina Car.

Główne zakłady oraz siedziba przedsiębiorstwa będącego członkiem East Japan Railway Company group, zlokalizowane są w Jokohamie.

## Produkty
Przedsiębiorstwo ma na koncie wiele realizacji w kraju, jak i zagranicą.
- Metro Rail LRV
- Boston LRV (współpraca z Boeing)
- Metro-North Commuter Railroad M4 EMU car
- Shinkansen EMU Cars
- JR East E231 series EMU rail cars
- Kawasaki Heavy Industries C151 Cars (współpraca z Nippon-Sharyo i Kinki Sharyo)